# Niko Bellic
Niko Bellic è un personaggio immaginario, protagonista di Grand Theft Auto IV, videogioco sviluppato da Rockstar North e pubblicato nel 2008 da Rockstar Games. Appare anche come personaggio non giocabile nei contenuti aggiuntivi The Lost and Damned e The Ballad of Gay Tony (2009). Il personaggio è doppiato e animato tramite motion capture da Michael Hollick, che ha ricevuto il premio per la "Miglior interpretazione maschile" ai Spike Video Game Awards del 2008.
Niko è un ex-soldato dell'Europa orientale, segnato dalla guerra e da un tradimento che ha distrutto la sua unità. Trasferitosi a Liberty City per cercare il sogno americano, ispirato dalle storie del cugino Roman, scopre presto che la realtà è ben diversa. Per migliorare la propria condizione economica, entra nel mondo criminale locale, collaborando con figure di spicco e cercando vendetta contro il traditore della sua unità. Nel corso della storia, Niko affronta la difficoltà di lasciarsi il passato alle spalle e di abbandonare la vita criminale.
Il personaggio è stato apprezzato dalla critica per la complessità morale, la crescita personale e il tono maturo, risultando uno dei protagonisti più celebri della serie.

## Biografia del personaggio
Niko nasce in Jugoslavia nel 1978, da Milica Bellic e un padre il cui nome non viene rivelato nel gioco. La sua infanzia è segnata da molte difficoltà, tra cui la povertà del piccolo villaggio dove lui e la sua famiglia vivono, la violenza domestica e l'alcolismo del padre, e le continue guerre che scoppiano nel paese. Milica, figura materna affettuosa, rimpiange le sofferenze che i suoi figli hanno dovuto affrontare. L'esperienza di Niko durante l'infanzia, unita agli eventi traumatici vissuti nell'esercito, plasma il suo cinismo nei confronti della vita.
Da adolescente, Niko partecipa infatti alle guerre jugoslave, dove ricopre i ruoli di soldato, conducente di carri armati e pilota di elicotteri. Durante il conflitto, assiste a numerose atrocità, di cui parla nel gioco; Niko racconta infatti di aver visto numerose persone mutilate dai bombardamenti, di aver rinvenuto il corpo di sua zia, la madre di Roman, uccisa dai militari avversari, di essere stato informato della morte di suo fratello minore e di aver ritrovato i cadaveri di diversi bambini uccisi e trucidati dai soldati nemici, esperienze che lo segnarono profondamente. È coinvolto anche in crimini di guerra che è stato costretto a compiere dai suoi superiori. Inoltre, un evento che causò una ferita indelebile nell'animo di Niko, fu quando il suo plotone cadde in un'imboscata dei soldati avversari, che uccisero quasi tutti i suoi amici e commilitoni. Fu proprio uno dei suoi compagni d'armi a tradire la sua unità. Dopo l'incidente, Niko scopre che solo due membri del suo plotone, Florian Cravic e Darko Brevic, sono sopravvissuti, e giura di trovare il traditore.
Finita la guerra, Niko trova molte difficoltà a condurre una vita normale, sia per le terribili esperienze da lui vissute, sia per il fatto che non riesce a trovare un lavoro onesto. Conoscendo solo la violenza, Niko entra nel crimine organizzato, unendosi a una cellula della mafia Russa che si occupa di contrabbando e traffico di persone, gestita dal boss Ray Bulgarin. Durante una missione di contrabbando in Italia, la nave su cui lavora affonda nel Mare Mediterraneo. Niko riesce a salvarsi, ma Bulgarin lo accusa di aver affondato volontariamente la nave per fuggire con il denaro. Per sfuggire alla vendetta di Bulgarin, Niko si arruola nella marina mercantile, dove entra in contatto con l'equipaggio della nave cargo Platypus. In questo periodo, riflette sulle richieste di suo cugino Roman Bellic di trasferirsi a Liberty City.
Nel 2008, Niko arriva a Liberty City, ma scopre che le storie di ricchezza e successo raccontate da Roman erano solo invenzioni. Il cugino, infatti, vive in un piccolo appartamento fatiscente nel quartiere di Broker e ha accumulato numerosi debiti di gioco e ha richiesto soldi in prestito a gente losca coinvolta nel crimine organizzato. Oltre a lavorare come autista per l'attività di taxi di Roman, Niko si trova costretto a proteggerlo dai creditori e a lavorare per il gangster russo Vlad Glebov per aiutarlo a non sprofondare nel debito. Niko, grazie alle sue abilità militari, riesce a svolgere facilmente i compiti che gli vengono assegnati. Nel frattempo, entra in contatto con criminali che diventeranno alleati importanti, come Little Jacob e Brucie Kibbutz.
Dopo aver ucciso Vlad per vendicare il tradimento nei confronti di Roman, Niko e quest'ultimo vengono rapiti da gangster russi su ordine del loro capo Mikhail Faustin. Niko uccide Faustin e si allea con Dimitri Rascalov, ma scopre presto che Dimitri lo tradisce, portandolo da Ray Bulgarin per reclamare un debito. Niko riesce a fuggire con l'aiuto di Little Jacob, ma Bulgarin e Dimitri vendicano l'attacco bruciando l'appartamento e la rimessa dei taxi di Roman.
Niko si rifugia nel quartiere di Bohan, dove inizia a fare nuovi contatti criminali, tra cui alcuni trafficanti di droga e membri della mafia irlandese. In questo periodo, stringe un'alleanza con Patrick McReary e scopre che la sua fidanzata Michelle è un'agente sotto copertura, il cui vero nome è Karen, che lo coinvolge in una serie di missioni per conto di un'agenzia governativa segreta chiamata United Liberty Paper (ULP). In cambio, Niko spera di ottenere la pulizia del suo casellario e l'aiuto nella ricerca del traditore.
Dopo aver assistito Ray Boccino, un caporegime della famiglia Pegorino, in un importante scambio di diamanti, Niko scopre che Florian Cravic non è il traditore, ma che Darko Brevic è il colpevole. Niko continua a lavorare per la mafia italo-americana di Liberty City, collaborando con le famiglie Pegorino e Gambetti. Durante un'operazione con la famiglia McReary, Niko si scontra nuovamente con Bulgarin, il cui intervento provoca la perdita dei diamanti.
Il conflitto con Dimitri Rascalov si intensifica quando Niko salva Roman da un rapimento organizzato dal suo ex alleato e interrompe una trama di ricatto contro il vice sindaco della città. Alla fine, Niko si trova di fronte a una scelta cruciale: vendicarsi di Dimitri o completare un affare lucrativo con lui. Se Niko uccide Dimitri, Don Jimmy Pegorino lo tradisce, cercando vendetta durante il matrimonio di Roman, ma uccidendo per errore Kate McReary, la sorella di Patrick, che Niko stava frequentando. Se invece Niko lavora con Dimitri, questi lo tradisce e tenta di ucciderlo al matrimonio del cugino, ma il sicario inviato da Dimitri elimina per errore Roman.
A seconda delle scelte del giocatore, Niko può vendicare la morte della sua ragazza Kate, oppure di suo cugino Roman, eliminando Pegorino o Dimitri alla fine del gioco. In ogni caso, Niko rifletterà sul sogno americano, arrivando alla conclusione che si tratta di una promessa vuota che ha sempre un caro costo e che nessuno può davvero raggiungere.
Niko appare anche nei pacchetti di espansione di Grand Theft Auto IV, The Lost and Damned e The Ballad of Gay Tony (entrambi del 2009), che si svolgono contemporaneamente alla trama principale, dal punto di vista di altri personaggi minori.

## Concezione e sviluppo

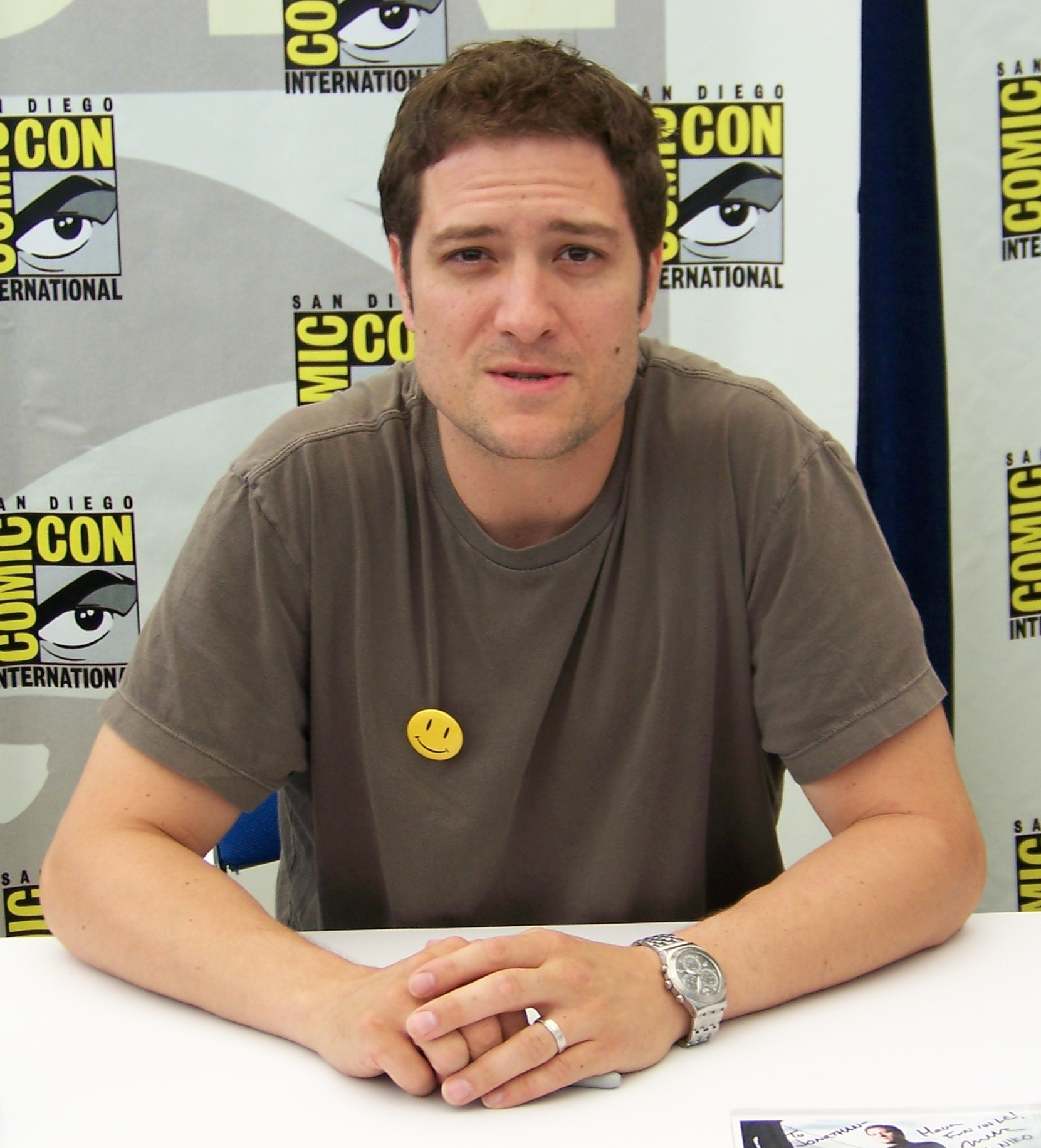
Michael Hollick, voce di Niko Bellic, ha vinto uno Spike TV Award come 'Miglior interpretazione maschile'

Dan Houser ha descritto Niko Bellic come un personaggio dotato di maggiore complessità rispetto ai protagonisti dei capitoli precedenti della serie. La sua personalità, caratterizzata dalla capacità di salvare vite e al tempo stesso di agire come un "freddo assassino", lo rende più umano e comprensibile per il giocatore. Inoltre, la condizione di immigrato alle prime esperienze a Liberty City favorisce un'immediata identificazione, grazie all'assenza di legami pregressi e a un passato oscuro che guida le sue azioni. 
Il background di Niko come immigrato è stato scelto per offrire situazioni più avvincenti e pericolose. Houser ha sottolineato che "i veri personaggi spaventosi non nascono più in America", evidenziando come questa scelta narrativa permettesse una maggiore autenticità. L’intento era creare un antieroe, capace di azioni positive ma inevitabilmente segnato dal peso delle sue scelte e del passato.
Il design di Niko è stato definito nelle prime fasi dello sviluppo. Il suo abbigliamento è ispirato a immagini di uomini dell’Europa orientale coinvolti nei conflitti in Jugoslavia e Cecenia, riflettendo un’estetica cruda e realistica. Il volto è stato progettato per trasmettere emozioni complesse, mentre il corpo è stato adattato alle nuove animazioni del gioco. Gli abiti disponibili in gioco riflettono la sua personalità e storia.
Il cugino Roman è stato introdotto per giustificare la presenza di Niko in America, creando un rapporto fraterno che aggiunge profondità emotiva alla trama. La relazione tra i due è descritta come una "doppia coppia", dove l’idealismo di Roman si contrappone al cinismo di Niko. Gli altri personaggi secondari sono stati arricchiti con dialoghi e comportamenti realistici, aumentando l'immersione del giocatore.
Niko è doppiato da Michael Hollick, che ha ricevuto circa 100.000 dollari per il suo lavoro di doppiaggio e motion capture tra il 2006 e il 2007. Sebbene il compenso fosse superiore agli standard negoziati dalla Screen Actors Guild, Hollick ha criticato la mancanza di royalties per le vendite del gioco. Durante i suoi studi teatrali alla Carnegie Mellon University, Hollick ha affinato le sue abilità nei dialetti, contribuendo alla caratterizzazione vocale di Niko.
L’attore russo Vladimir Maškov ha rivelato di essere stato contattato per il ruolo, con il design di Niko ispirato al suo personaggio Sasha Ivanic nel film Behind Enemy Lines (2001). Tuttavia, Mashkov ha rifiutato l’offerta. Le scene di combattimento sono state catturate tramite motion capture dall’ex artista marziale Bas Rutten e Amir Perets, con uno stile di lotta basato principalmente sul Krav Maga.

## Accoglienza

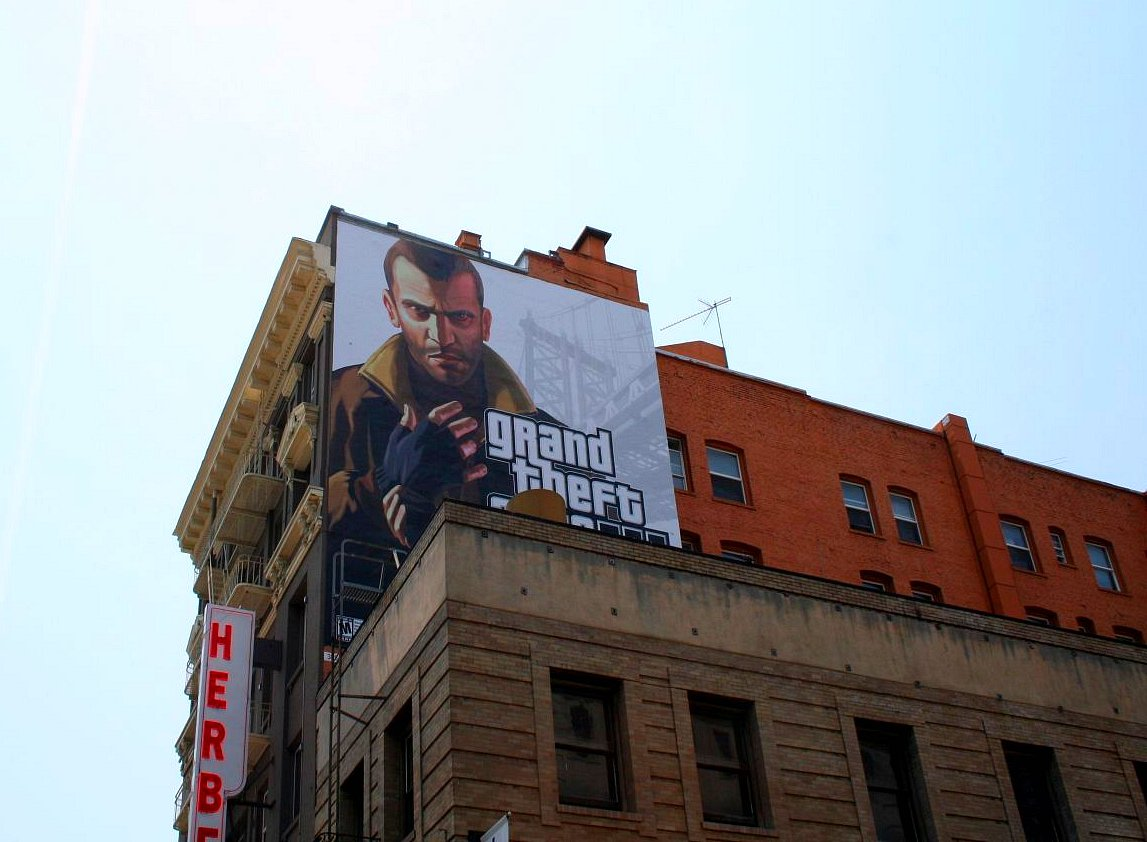
Murale pubblicitario di Grand Theft Auto IV raffigurante Niko Bellic, su un edificio urbano.

Niko Bellic ha ricevuto recensioni generalmente positive dalla critica. Jon Hicks di Official Xbox Magazine e Andy Robinson di Computer and Video Games hanno definito Niko "carismatico" e "simpatetico", dichiarando di preferirlo rispetto ai protagonisti precedenti della serie. George Walter di GamesRadar ha lodato la profondità del personaggio, mentre Hilary Goldstein di IGN lo ha trovato facilmente relazionabile, soprattutto quando si trova a dover affrontare decisioni difficili. Jeff Gerstmann di Giant Bomb ha affermato che Niko era "l'unica cosa che contava" per lui durante il progresso nella storia, diventando uno degli aspetti più apprezzati del gioco. Seth Schiesel del The New York Times ha definito Niko uno dei personaggi più riusciti della storia dei videogiochi, attribuendo il merito alla sceneggiatura del gioco.
Nel 2008, The Age ha dichiarato che "pochi personaggi nella storia dei videogiochi ci hanno regalato una gamma di emozioni così ampia. La storia di Niko è così movimentata che, al culmine, sarebbe comprensibile sentirsi esausti e forse anche un po' insensibili". Tom Bramwell di Eurogamer ha sostenuto che Niko "è rapidamente diventato un personaggio simpatico: la sua moralità è radicata in orribili storie di guerra, ma è anche dal cuore caldo e imponente". GameDaily ha dichiarato che Niko ha un cuore d'oro sotto il suo aspetto ruvido.
Nel 2011, i lettori di Guinness World Records Gamer's Edition hanno votato Niko come il 13º miglior personaggio di videogiochi di tutti i tempi. Yahtzee Croshaw di Zero Punctuation ha considerato Niko un miglioramento rispetto ai protagonisti precedenti, descrivendolo come "un personaggio molto umano e relazionabile, che potrebbe ancora, credibilmente, perdere la testa".

## Altre apparizioni
Niko Bellic è menzionato più volte in Grand Theft Auto V. In particolare, viene citato indirettamente da Lester Crest, che, durante la pianificazione di una rapina a una gioielleria insieme al protagonista Michael De Santa, considera come membro da reclutare un "ragazzo dell'Europa dell'Est che fa mosse a Liberty City" come possibile complice. Tuttavia, scarta l'idea, affermando che Niko "è andato in silenzio". Se Packie McReary viene scelto come membro della squadra per la missione "The Paleto Score", menzionerà la rapina in banca che lui, Niko, suo fratello Derrick McReary e il loro amico Michael Keane avevano compiuto a Liberty City, facendo notare che i due ultimi sono morti e che probabilmente anche Niko è morto, poiché non ha più sue notizie da cinque anni.
In Grand Theft Auto V è presente anche un easter egg che permette ai giocatori di visualizzare il profilo LifeInvader di Niko. Questo mostra che Niko sta ancora lavorando per la compagnia di taxi di Roman Bellic, e l'ultimo messaggio che ha inviato a suo cugino è un augurio di buon compleanno.
In Grand Theft Auto Online, nella "Collector's Edition", i giocatori possono scegliere l'aspetto del proprio personaggio selezionando tra diversi genitori. Niko è uno dei genitori speciali disponibili, il che significa che i giocatori possono scegliere Niko per far sì che il loro personaggio abbia una certa somiglianza con lui.